# Kunohe
Kunohe (九戸村?) è un villaggio giapponese della prefettura di Iwate.